# Edward Ord

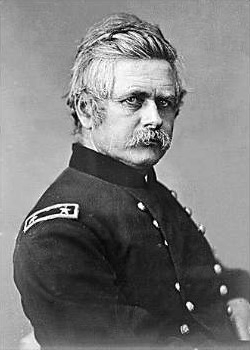
Edward Ord

Edward Otho Cresap Ord (18 de outubro, 1818 - 22 de julho, 1883) foi militar profissional que combateu pelo Exército dos Estados Unidos nas Guerras Seminoles e na Guerra da Secessão.
Nasceu em Cumberland (Maryland), mas passou a maior parte da infância em Washington (D.C.) até o ingresso na Academia Militar de West Point em 1839. Adquiriu as primeiras experiências de combate na Flórida, lutando contra os Seminoles.  Durante a Guerra Mexicano-Americana ficou estacionado na California, onde alcançou a patente de Capitão. Em 1859 participou do ação que deu cabo ao levante de John Brown em Harper’s Ferry.
Com eclosão da Guerra da Secessão foi transferido da California para as defesas de Washington, já com a patente de General de Brigada dos Voluntários. Lutou contra tropas de Jeb Stuart em Dranesville. Promovido a Major General dos voluntários, foi gravemente ferido na vitória contra Earl van Dorn na Batalha de Corinth, retornando aos combates apenas em Julho de 1863 para comandar o XIII Corpo do Exército na campanha de Grant contra Vicksburg em substituição ao John McClernand, um deputado nomeado general por suas conexões políticas.  Foi gravemente ferido na perna em Setembro de 1864, enquanto comandava o XVIII corpo na frente oriental. Em Janeiro de 1865 assumiu o comando do Exército do James. Atuou no Cerco a Petersburg e na perseguição final ao Exército da Virginia do Norte até a rendição em Appomattox Court House.
Terminada a guerra, permaneceu nos serviço ativo até 1881, alcançando a patente de Major-general. Morreu em Havana, de febre amarela.
Em 1940, foi homenageado dando nome ao forte Fort Ord, que hoje abriga as instalações da Universidade do Estado da California, campus de Monterey Bay.